# Mesoparapylocheles michaeljacksoni
Mesoparapylocheles michaeljacksoni – wymarły gatunek skorupiaka z nadrodziny pustelników (Paguroidea), której członkowie bywają potocznie nazywani rakami pustelnikami lub krabami pustelnikami. Został opisany w 2012 roku. Kopalne ślady występowania gatunku zostały odkryte przez międzynarodowy zespół paleontologów w opuszczonym kamieniołomie wapienia Koskobilo, koło miasta Alsasua w hiszpańskiej prowincji Navarra 25 czerwca 2009. W związku z tym, że w tym samym dniu zmarł Michael Jackson, paleontolodzy nadali odkrytemu gatunkowi epitet gatunkowy michaeljacksoni, który jest eponimem mającym na celu upamiętnienie piosenkarza. Gatunek M. michaeljacksoni został przez badaczy zaklasyfikowany do nowo utworzonej rodziny Parapylochelidae z nadrodziny pustelników. Skorupiak ten żył w płytkich wodach wśród raf koralowych w okresie od albu do cenomanu.